# Oldřich Musil (politik)
Oldřich Musil (* 20. března 1946) je český politik, signatář Charty 77, po sametové revoluci československý poslanec Sněmovny lidu Federálního shromáždění za KDS, později politik KDU-ČSL a náměstek ministra životního prostředí.

## Biografie
Ve volbách roku 1992 byl zvolen za KDS, respektive za koalici ODS-KDS, do Sněmovny lidu (volební obvod Jihomoravský kraj). Ve Federálním shromáždění setrval do zániku Československa v prosinci 1992.
V komunálních volbách roku 1994 kandidoval za KDS neúspěšně do zastupitelstva městské části Brno-Královo Pole. Neúspěšně se o zvolení do tohoto samosprávného sboru snažil i v komunálních volbách roku 1998 a komunálních volbách roku 2002. Nyní již byl členem KDU-ČSL. Profesně je uváděn jako náměstek ministra životního prostředí a ekolog. V roce 1999 se uvádí jako přednosta Územního odboru Ministerstva životního prostředí pro brněnskou oblast a člen rady regionu soudržnosti NUTS Jihovýchod. Předtím v roce 1998 je zmiňován coby náměstek ministra životního prostředí a ředitel sekce ochrany přírody a krajiny.